# ارج
اَرج یک سازندهٔ لوازم خانگی در ایران است. این شرکت از سال ۱۳۱۶ مشغول به تولید شد و با قدمتی ۸۶ ساله قدیمی‌ترین سازندهٔ لوازم خانگی در ایران و خاورمیانه است.
اَرج در نخستین دورانش، صندلی‌های تاشو می‌ساخت و در دههٔ ۱۳۵۰، در گسترشی قابل توجه، به ساخت لوازم خانگی، از جمله آب‌گرم‌کن برقی، آب‌گرم‌کن نفتی، یخچال، بخاری، ماشین لباسشویی و کولر‌های آبی روی آورد. تا سال ۱۳۵۷، ارج شمار کارکنانش را به نزدیک سه هزار نفر افزایش داد و به بزرگ‌ترین کارخانه صنعتی خاورمیانه تبدیل شد.
پس از انقلاب ۱۳۵۷، در جریان مصادرهٔ اموال و دارایی‌ها، این کارخانهٔ متعلق به خانواده ارجمند، که بهائی بودند، بابت بدهی به سازمان صنایع ملی ایران منتقل گردید. این کارخانه به مرور دچار ضرر و زیان شد و در دههٔ ۱۳۷۰ با یک اختلاس ۲۰ میلیارد تومانی نیز مواجه شد و پس از مشکلات دیگری، همچون عدم به‌روزرسانی کارخانه، در ۲۴ خرداد ۱۳۹۵ با پلمب قضایی انبار ارج، کارخانهٔ ۷۹ ساله این شرکت رسماً تعطیل شد. در اردیبهشت ۱۴۰۰ اعلام شد که برند ارج، به‌فروش رفته است و با کالاهایی نوین، شروع به کار خواهد کرد. اما این امر هرگز اتفاق نیفتاد و در دولت روحانی مهر تعطیلی به‌طور کامل بر روی کارخانه ارج نهاده شد، در دولت رییسی کارخانه اَرج با تمهیداتی که دولت ۱۳ اندیشید کارخانه ارج موانعی را که دولت قبل برای وارداتی کردن اَرج بر سر راه آن گذاشته بود برطرف کرد و اَرج مجدداً به چرخه تولید برگشت و در دام واردات وارد نشد. در اردیبهشت ۱۴۰۰ اعلام شد که برند ارج، به‌فروش رفته است و سرمایه‌گذار جدید، به‌دنبال زمین و تجهیزات برای خط تولید لوازم خانگی بوده است. در همین ماه، معاون قضایی دادستان کل کشور ایران گفت: «کارخانه ارج با ۴ محصول خوب و با آخرین تکنولوژی روز شروع به کار خواهد کرد و مقدمات آن در حال اجراست». که در تیر همان سال اعلام شد که با اقدامات قضایی این کارخانه احیا شده است.

## نام‌شناسی و برند
گزینش نام ارج برای قدیمی‌ترین تولیدکنندهٔ لوازم خانگی ایران، افزون بر اینکه از اول نام خانوادگی خلیل ارجمند گرفته شده بود، نشانگر سه واژهٔ آهنگری، ریخته‌گری و جوشکاری است.
برند این شرکت در رسانه‌ها، آوازه دارد و تبلیغاتش با عنوان «ارج؛ نامی که می‌شناسید و به آن اطمینان دارید» نیز شهرتی داشت. ارج به‌عنوان یک سازندهٔ بزرگ محصولات لوازم خانگی در ایران، شناخته شده است.

## پیشینه

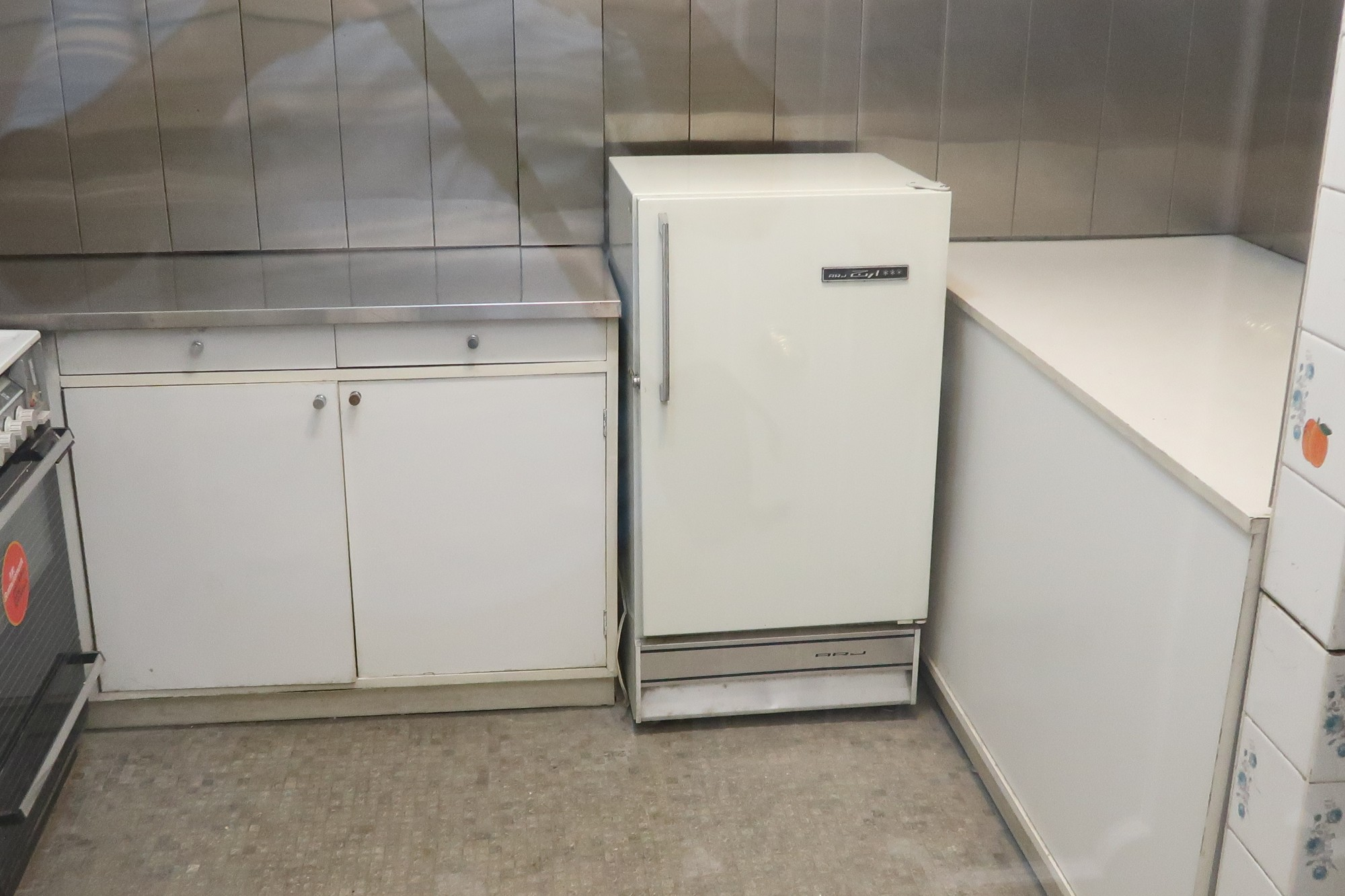
یخچال ارج آشپزخانه اتاق علیرضا پهلوی در کاخ نیاوران

کارخانه ارج در سال ۱۳۱۶ در یک کارگاه کوچک درون خیابان سی متری تهران، پایتخت ایران، به همراه ۸ کارگر با هدایت خلیل ارجمند، استاد دانشکده فنی دانشگاه تهران، به صنایع غیردولتی ایران پیوست. پس از درگذشت خلیل ارجمند، مدیریت این کارخانه تا انقلاب اسلامی، بر عهده برادران ارجمند قرار گرفت و توانست به موفقیت‌های چشم‌گیری برسد.
ارج در نخستین دورانش، صندلی‌های تاشو می‌ساخت و کارهای آهنگری، ریخته‌گری و جوشکاری نیز انجام می‌داد. در دههٔ ۱۳۵۰، در گسترش و پیشرفتی قابل توجه، به ساخت لوازم خانگی، از جمله آب‌گرم‌کن برقی، یخچال، بخاری، ماشین رخت‌شویی و کولر روی آورد.

### پس از انقلاب ۱۳۵۷
پس از انقلاب کارخانهٔ ارج، بابت بدهی به سازمان صنایع ملی ایران منتقل گردید و پس از آن به سوی ورشکستگی قدم‌ها را به سرعت برداشت.
این شرکت در دههٔ ۱۳۷۰ با یک اختلاس ۲۰ میلیارد تومانی نیز مواجه شد. در پی مشکلات مالی، کارخانهٔ ارج رو به سقوط گذاشت تا سرانجام در روز ۲۴ خرداد ۱۳۹۵ با پلمب قضایی انبار ارج، پس از ۷۹ سال به‌طور رسمی تعطیل شد و میان سهام‌داران پرشماری دست‌به‌دست گشت.

### نبود به‌روزرسانی و ورشکستگی
خبرگزاری تسنیم در گزارشی در ۲۰۱۶، اعلام کرده بود که شرکت ارج در سال‌های اخیر، با رخ دادن مشکلات مالی و واردات کالاهای برندهای خارجی، سهم قابل توجهی در بازار نداشت و با نبود به‌روزرسانی و ماشین‌آلات کهنه‌اش، دیگر توان تولید کالاهای متنوع در ردهٔ لوازم خانگی را نداشته است.
در اردیبهشت ۱۳۹۶ اعلام شد که مساحت زمین خود کارخانهٔ ارج، ۱۰۰ هزار متر مربع است و قیمت اعلامی آن نیز برای هر متر، ۸۰۰ تا ۹۰۰ هزار تومان، اعلام شد. پیش از این، گفته شده بود که این شرکت تنها به نزدیک ۵۰ میلیون دلار جذب سرمایه نیاز داشته است. همچنین اعلام شده بود که از هنگامی که این کارخانه در اختیار دستگاه‌های دولتی و شبه‌دولتی جمهوری اسلامی قرار گرفت، رو به افول رفت و ماشین‌آلات و تکنولوژی آن، به‌روز نشد. در پی مشکلات مالی و مشکلاتی که از پیشتر گریبانگیر آن شده بود، کارخانهٔ ارج دچار مشکلات زیادی شد و حتی ماشین‌آلات کهنه‌اش در کارخانه نیز به‌فروش گذاشته شدند.
در ۲۱ خرداد ۱۳۹۵ خبر تعطیلی این شرکت در میان برخی وبگاه‌های ایرانی منتشر شد که مدیران این شرکت آن را رد کردند؛ اما در ۲۴ خرداد ۱۳۹۵ با پلمب قضایی انبار ارج، این کارخانهٔ ۷۹ ساله به شکل رسمی تعطیل گردید.

### شروع و پدیداری دوباره
در اردیبهشت ۱۴۰۰ اعلام شد که برند ارج، به‌فروش رفته است و سرمایه‌گذار جدید، به‌دنبال زمین و تجهیزات برای خط تولید لوازم خانگی بوده است. در همین ماه، معاون قضایی دادستان کل کشور ایران گفت: «کارخانه ارج با ۴ محصول خوب و با آخرین تکنولوژی روز شروع به کار خواهد کرد و مقدمات آن در حال اجراست». که در تیر همان سال اعلام شد که با اقدامات قضایی این کارخانه احیا شده است.